# Psaliodes cynthia
Psaliodes cynthia là một loài bướm đêm trong họ Geometridae.